# خانه ملت نیوجرسی

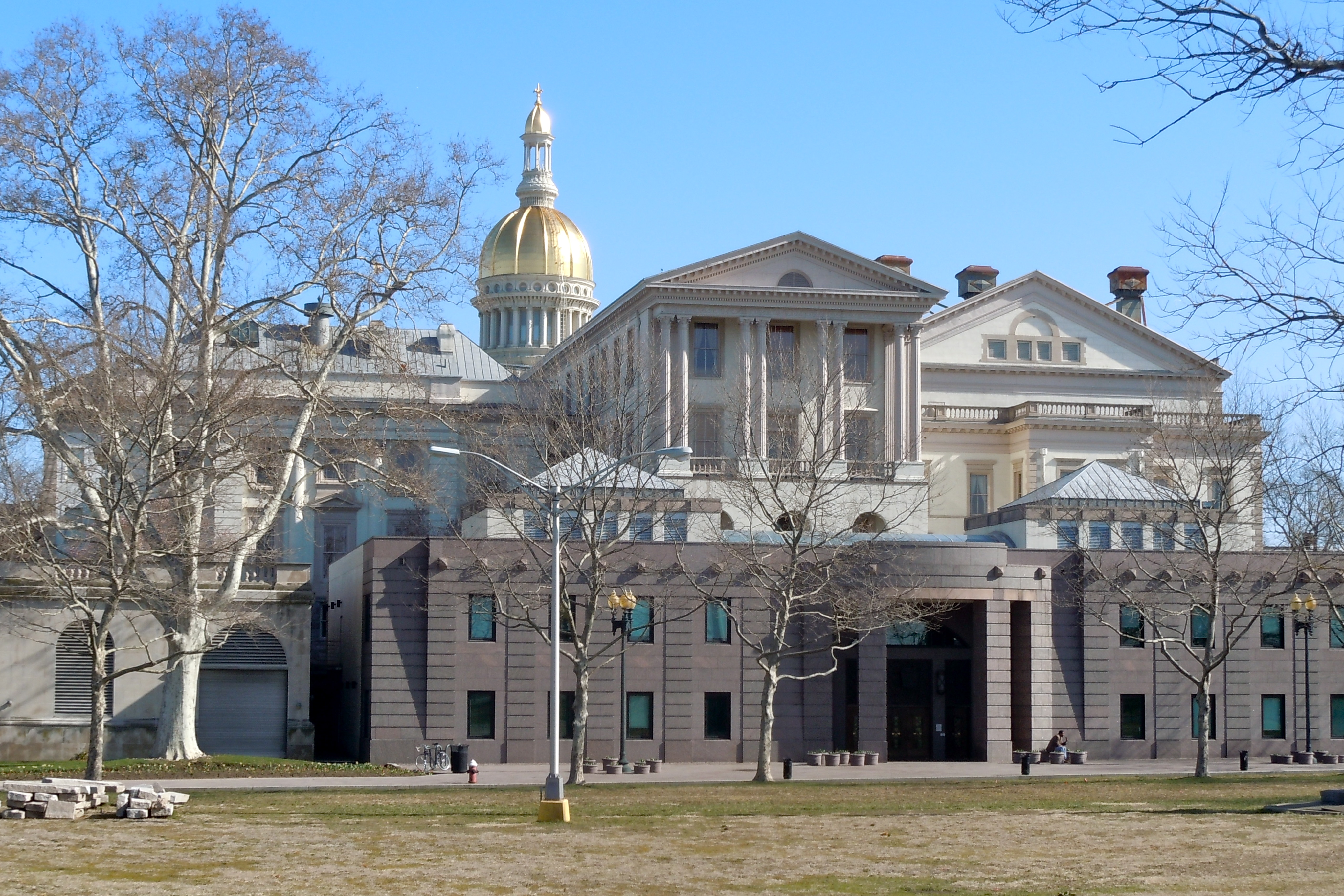

خانه ملت نیوجرسی (New Jersey State House) و یا مجلس ایالتی نیوجرسی بنایی است که شاخه مقننه دولت نیوجرسی در آن قرار دارد. معماران این ساختمان
- Lewis Broome
- John Notman
- Samuel Sloan هستند‌.

بنای کنونی در سال ۱۷۹۲ ساخته شد و در ترنتون قرار دارد.
در این بنا هم مجلس عوام و هم مجلس سنای ایالت قرار دارند.

## نگارخانه

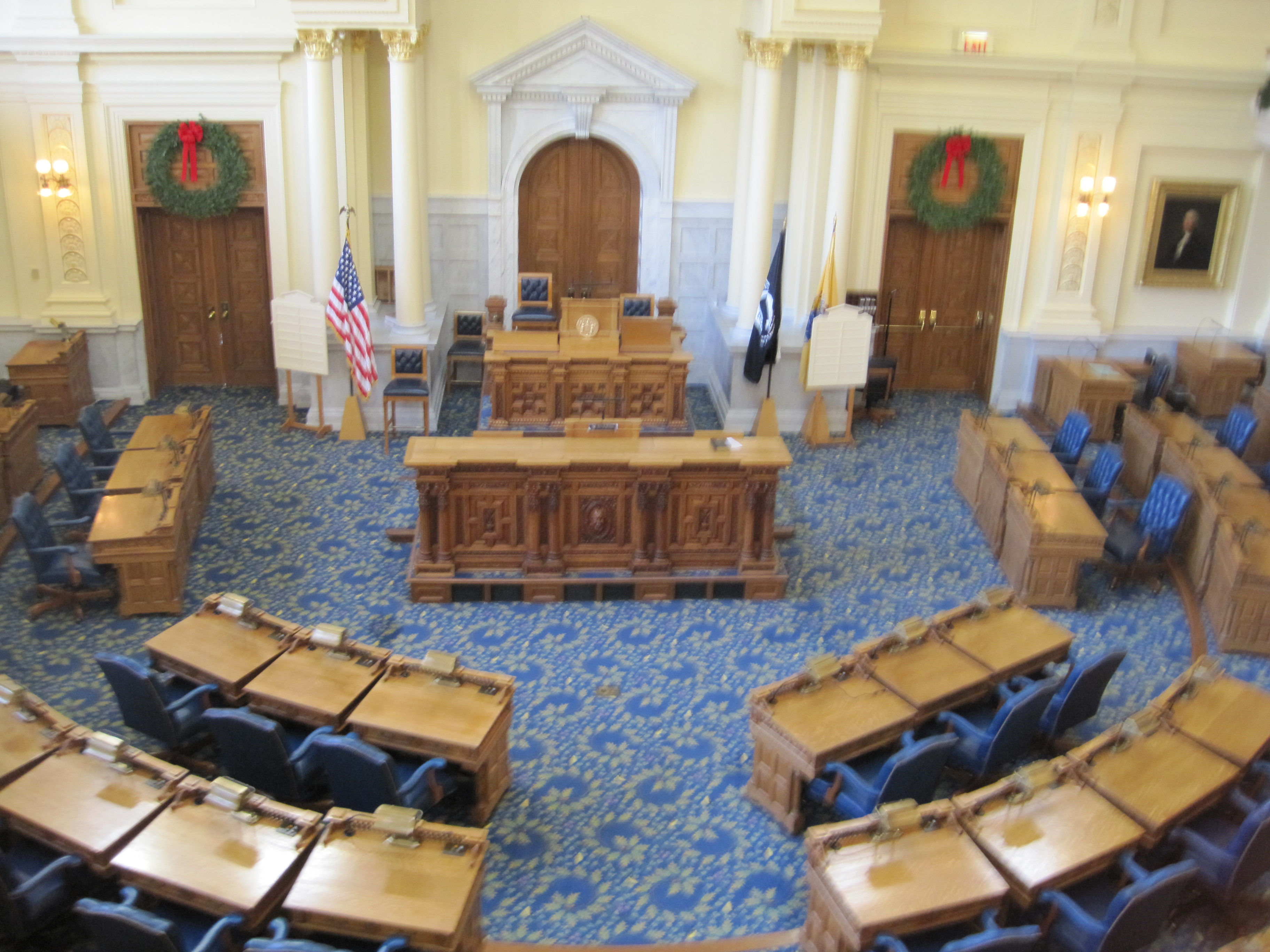
مجلس نمایندگان
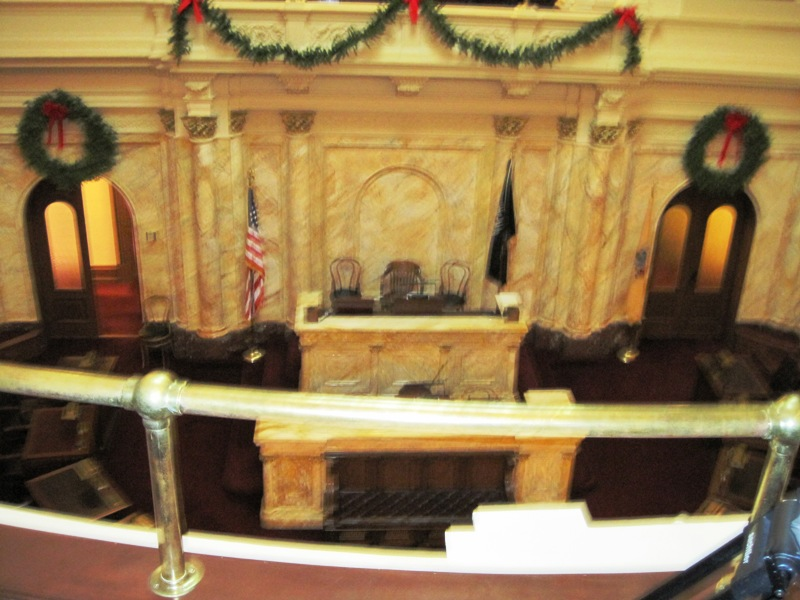
مجلس سنا
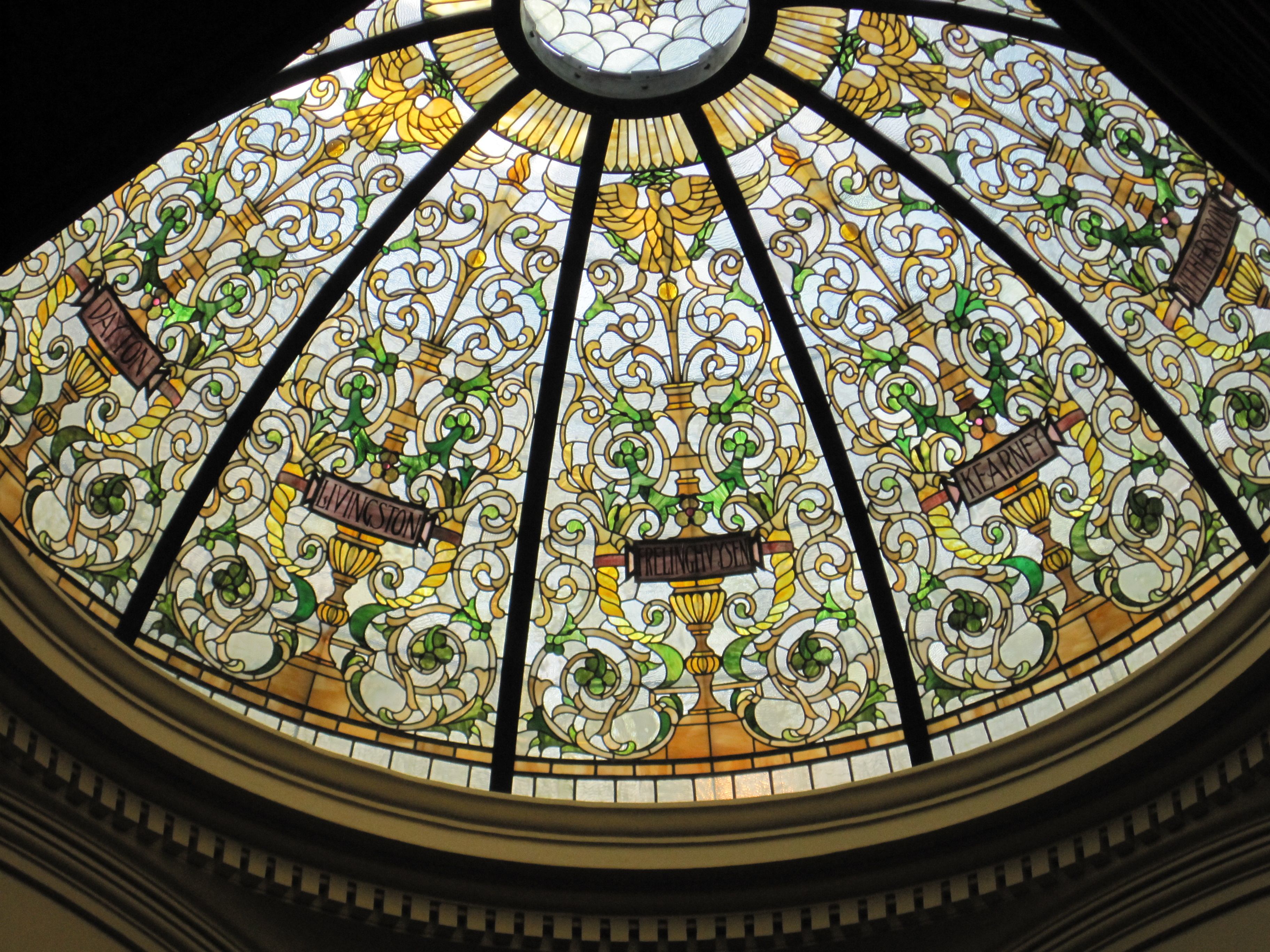
زیر گنبد تالار مجلس سنا